# Liogenys testaceipennis
Liogenys testaceipennis – gatunek chrząszcza z rodziny poświętnikowatych i podrodziny chrabąszczowatych. Endemit Brazylii.

## Taksonomia
Gatunek ten opisany został po raz pierwszy w 1918 roku przez Juliusa Mosera na łamach „Stettiner Entomologische Zeitung”. Jako lokalizację typową wskazano Brazylię. W 1957 roku Antonio Martínez opisał Liogenys seabrai jako lokalizację typową wskazując Tijucę w tym samym kraju. W 2017 roku Mariana Alejandra Cherman i współpracownicy dokonali synonimizacji L. seabrai z L. testaceipennis oraz redeskrypcji gatunku.

## Morfologia
Chrząszcz o ciele długości od 13 do 13,8 mm i szerokości od 6,3 do 6,7 mm, ubarwionym głównie ceglasto lub brązowawo z przedpleczem rudobrązowym u samców i ciemnobrązowym u samic.
Głowa ma oczy rozstawione na prawie dwukrotność swoich szerokości i dziesięcioczłonowe czułki. Wykrojenie krawędzi nadustka jest płytkie, szerokie i zaokrąglone; ząbki przednie po jego bokach mają prawie równoległe i krótsze od oka krawędzie zewnętrzne, a krawędzie boczne nadustka są wypukłe u samców i proste u samic.
Przedplecze ma łysy dysk z rozproszonym i delikatnym punktowaniem, lekko pośrodku wysuniętą krawędź przednią oraz ostre, prawie proste kąty tylne. Tarczka jest ostrołukowata, grubo po bokach punktowana. Błyszczące, łyse, ponad trzykrotnie od przedplecza dłuższe pokrywy mają wyraźnie wyniesiony szew i po cztery żeberka, z których dwie pary zewnętrzne są słabiej widoczne od dwóch par wewnętrznych. Na biodrach przednich występują szczecinki. Golenie przedniej pary mają trzy ząbki na krawędzi zewnętrznej, z których nasadowy jest najmniejszy, a środkowy i wierzchołkowy równych rozmiarów. Golenie środkowej pary mają przekrój kwadratowy u samca, a walcowaty do prawie kwadratowego u samicy.
Odwłok ma u samca wyciągnięty pośrodkowo czwarty z widocznych sternitów. U obu płci występuje odsłonięte, nagie propygidium oraz tak szerokie jak długie, niemal trapezowate, płaskie do wysklepionego, tylko w wierzchołkowej części porośnięte szczecinkami pygidium. Genitalia samca mają paramery o części nasadowej tak szerokiej jak ich wspólna szerokość pośrodku, krawędziach wewnętrznych prostych, a szczycie harpunowatym, zakrzywionym pod kątem niemal prostym do osi długiej paramer; w widoku bocznym paramery są wypukłe.

## Rozprzestrzenienie
Gatunek neotropikalny, endemiczny dla Brazylii, znany tylko ze stanu Rio de Janeiro.